# Captain Kidd's Kids
Captain Kidd's Kids è un cortometraggio muto del 1919 diretto da Hal Roach. Il film, di genere comico, fu interpretato da Harold Lloyd, Snub Pollard, Bebe Daniels, Fred C. Newmeyer.

## Trama
Dopo uno scatenato addio al celibato, un ragazzo si trova a bordo di una nave in viaggio, dove si imbatte in numerose avventure. In una sequenza di un sogno, fantastica che una banda di pirati donne si impossessano della nave.